# Mochlosoma anale
Mochlosoma anale là một loài ruồi trong họ Tachinidae.